# بانيو دي رومانيا
بانيو دي رومانيا (بالإيطالية: Bagno di Romagna)‏ هي بلدية في مقاطعة فورلي تشيزينا في إقليم إميليا رومانيا الإيطالي.

## السكان
تطور النمو السكاني لـ بانيو دي رومانيا